# Jesus Seminar
El «Jesus Seminar» (lit. «Seminario Jesús») fue un grupo de unos 40 académicos en el área de la crítica bíblica y 100 laicos, fundado en 1985 por el académico estadounidense especialista en estudios bíblicos Robert Walter Funk, bajo el auspicio del Instituto Westar.El seminario fue muy activo durante las décadas de 1980 y 1990 y a comienzos del siglo XXI. 
Es el primero y el más conocido proyecto del «Westar Institute». Según sus propios miembros, el Seminario se organizó para descubrir e informar aquellos consensos alcanzados por expertos sobre la autenticidad histórica de los dichos (fase 1) y de los hechos (fase 2) atribuidos a Jesús en los Evangelios. Una tercera fase del «Jesus Seminar» daría lugar a perfiles de Jesús obtenidos por los estudiosos a partir de los resultados logrados en las dos primeras fases. En el trabajo del «Westar Institute» están involucrados unos ciento cuarenta miembros de la lista alfa («alpha list of fellows»), estudiosos del Nuevo Testamento. 
Miembros del seminario votaban por medio de cuentas de colores para decidir sobre su perspectiva colectiva respecto a la historicidad de los hechos y dichos de Jesús de Nazaret.Esto dio como resultado traducciones nuevas del Nuevo Testamento y los libros apócrifos para su uso como fuentes textuales. Publicaron sus resultados en tres reportes:  The Five Gospels (1993; Los cinco evangelios), The Acts of Jesus (1998; Los hechos de Jesús), yThe Gospel of Jesus (1999; El evangelio de Jesús). También coordinaron una serie de conferencias y talleres en varias ciudades estadounidenses.

## Metodología de trabajos
Su trabajo se basa en una metodología triple: la antropología social, el análisis histórico y la hermenéutica textual. Este seminario se considera desvinculado de cualquier corriente religiosa o filosófica y tiene su sede en Sonoma (California).

## Dirección
Está dirigido por John Dominic Crossan y Robert W. Funk. Publican sus conclusiones en la revista Foundations and Facets Forum.
Los miembros del «Jesus Seminar» señalan que su trabajo se inserta en la llamada Tercera búsqueda del Jesús histórico. 

## Algunos de sus miembros
Entre sus miembros se pueden señalar:
- John Dominic Crossan (1994)
- Robert Walter Funk y Roy W. Hoover (1993)
- Helmut Koester (1989)
- S. J. Patterson
- Marcus Borg
- Stephen L. Harris
- Robert M. Price
- Burton Mack
- James McConkey Robinson
- W. Schrage
- R. M. Grant

## Críticas
Las conclusiones del «Jesus Seminar» son dadas a difusión manifestando siempre el ángulo polémico, algo característico de sus participantes. Ha sido objeto de críticas por parte de una amplia gama de especialistas en cuanto a su método, a sus supuestos, y a sus conclusiones. Entre los estudiosos que han expresado sus serias reservas respecto su trabajo del se encuentran Richard B. Hays, Ben Witherington III, N.T. Wright, Greg Boyd, William Lane Craig, Luke Timothy Johnson, Craig A. Evans, Craig Blomberg, Darrell Bock, y Edwin Yamauchi.
Las principales críticas dirigidas contra el «Jesus Seminar» son las siguientes:

### Separar a Jesús de su contexto cultural
Muchos críticos afirman que el «Jesus Seminar» aísla las palabras de Jesús, separándolas del contexto narrativo; que suele dejar de lado los datos históricos de los evangelios canónicos, para dar prioridad al Evangelio de Tomás, al que consideran anterior a aquellos, y a los logia de Q. Los críticos alegan que el «Jesus Seminar» sólo toma en cuenta las palabras de Jesús que los miembros consideran históricas, aplicando como criterios de autenticidad histórica el criterio de testimonio múltiple entendido de forma muy particular, y el criterio de discontinuidad entendido de forma muy rígida, lo cual da como resultado la imagen de un Jesús totalmente desconectado del judaísmo de su tiempo y de la comunidad cristiana que lo siguió. J. Ed Komoszewski y colaboradores señalan que los "Criterios de In/Autenticidad" del «Jesus Seminar» crean un Jesús excéntrico que no aprendió nada de su propia cultura y que no tuvo ningún impacto en sus seguidores. La misma crítica fue esgrimida por Craig Evans.

### Usar un sistema de votación defectuoso
El sistema de votación utilizado por el «Jesus Seminar» ha sido criticado por, entre otros, N.T. Wright, quien expresó: «... No puedo entender cómo, si la mayoría [...] pensó que un dicho es auténtico o probablemente auténtico, el "promedio ponderado" lo torne en "probablemente inauténtico". Un sistema de votación que produce un resultado como éste debe ser desechado.»

### Hacer caso omiso de las pruebas referidas a las enseñanzas escatológicas de Jesús
Dale Allison, del Seminario Teológico de Pittsburgh, comentó que sentía problemas en particular con el trabajo de John Dominic Crossan y Marcus Borg. Allison argumenta que las conclusiones de estos autores están, al menos en parte, predeterminadas por sus posiciones teológicas. También señaló las limitaciones de sus supuestos y de su metodología. Allison argumenta que, a pesar de las conclusiones del «Jesus Seminar», Jesús es una figura profética que se centra en gran medida en el pensamiento apocalíptico.

### «Crear un Jesús» sobre la base de los presupuestos de los miembros del «Jesus Seminar»
En su libro de 1996, Luke Timothy Johnson expresó su preocupación por el trabajo del «Jesus Seminar». Criticó las técnicas que el «Jesus Seminar» utiliza, considerando que son mucho más limitadas para la reconstrucción histórica de lo que sus propios miembros creen. Considera que las conclusiones del «Jesus Seminar» fueron ya determinadas de antemano, lo cual no es una erudición responsable, ni siquiera crítica. «Se trata de una charada autoindulgente».

### Sesgar en contra de las fuentes canónicas y a favor de las fuentes no canónicas
Craig Blomberg señala que si se ha de creer en las conclusiones del «Jesus Seminar», entonces se requiere la suposición de que alguien, de una generación posterior a los hechos en cuestión, transformó radicalmente la información auténtica acerca de Jesús que estaba circulando en ese momento, sobreimponiendo un cuerpo de material cuatro veces más grande fabricado casi en su totalidad de la nada, mientras que la iglesia sufría de una «amnesia colectiva» suficiente para aceptar semejante transformación como legítima.
Por su parte, Craig Evans sostiene que el «Jesus Seminar» aplica a los evangelios canónicos una forma de «hipercrítica», suponiendo sin razón que los contemporáneos de Jesús eran incapaces de, o estaban desinteresados por, recordar con precisión lo que Jesús dijo e hizo, y por transmitirlo mientras que, por el contrario, el «Jesus Seminar» privilegia los textos extra-canónicos con una aceptación falta de crítica que a veces alcanza el nivel de una defensa especial.

### Integrar el «Jesus Seminar» con miembros poco calificados
Luke Timothy Johnson argumentó que, si bien ciertos miembros del seminario son investigadores de renombre (Borg, Crossan, Funk, etc.), otros son relativamente desconocidos o poco distinguidos en el campo de los estudios bíblicos, lo que indirectamente influiría en la calidad de los resultados votados. Johnson también criticó al «Jesus Seminar» por sus intentos por ganar la atención de los medios de comunicación en el programa «La búsqueda de Jesús», de «ABC News», organizado por el presentador de noticias Peter Jennings.